# 武田信長
武田 信長（たけだ のぶなが）は、室町時代中期の武将。甲斐における国人領主。甲斐守護武田信満の次男で武田信重の弟、武田信元の甥に当たる。母は小山田氏の娘か。官位は右馬助。悪八郎、豊三と称したという。子に伊豆千代丸（信高?）、信武、信房、某、里見義実室、築田持助室がいる。上総武田氏の祖にあたる。

## 生涯
甲斐では南北朝時代に守護武田氏による支配が行われていたが、応永23年（1416年）に発生した上杉禅秀の乱において守護武田信満が上杉禅秀方に荷担し追討を受けて十賊山において敗死すると、甲斐は無主状態となり、逸見氏、穴山氏、跡部氏ら有力国人勢力の台頭を招き国内は争乱状態に陥っていた。
上杉禅秀の乱に際して信満の弟信元が守護に任じられるが、関東御分国のひとつである甲斐は鎌倉公方足利持氏の影響下にあり、甲斐国人の逸見有直は甲斐守護着任を志向し、新守護の入国を妨害していた。信長は父信満に従い禅秀の乱にも参加しており、乱後には国内で逸見氏らに対抗したという。禅秀の乱後の甲斐国内において、逸見氏の勢力基盤は国中の甲府盆地北縁から西郡地域に想定されているが、信長は郡内に勢力を持つ加藤氏と協調し逸見氏に対抗していたと考えられている。
信長は鎌倉府から三次にわたり征討を受けているが、応永28年（1421年）には吉見伊予守が派遣され信長の「反逆」を問い詰め、信長の無心を確認すると鎌倉へ帰還している。また、応永24年（1417年）頃には幕府の意向を受け信元支援のため信濃守護小笠原氏が甲斐守護代に任じられた跡部氏を派遣しており、幕府の承認を得ていない信長-伊豆千代丸政権は跡部氏とも対決傾向にあったと考えられている。
応永30年（1423年）には信長の兄信重が守護に任命され、信重入国に際して逸見氏、穴山氏らの国人勢力はこれを妨害しているが、信長もこの抗争に関わっているものと考えられている。
応永32年（1425年）には上杉房前が派遣され、翌応永33年（1426年）には一色持家率いる軍勢が甲斐へ派遣されており、信長は郡内猿橋（大月市猿橋）において防戦するが、持氏方には武蔵国の白旗一揆が荷担し敗退し、田原（都留市）においても敗北し、降伏し鎌倉府へ出府したという。
永享5年（1433年）には鎌倉を出奔し甲斐へ戻り、同年4月29日には荒川において、日一揆を味方に輪宝一揆を味方にした跡部氏と戦うが敗退し、駿河へ逃れている。
その後、信長は6代将軍足利義教に仕えて結城合戦で武功を挙げ相模西部に所領を得て、嘉吉2年（1442年）頃には同国の守護に補任されたとする説がある。義教が暗殺された（嘉吉の乱）後、守護職を上杉氏に奪われたとみられ、一方甲斐本国でも室町幕府と跡部氏の支援によって兄・信重が守護として復権していたため、古河公方足利成氏に仕えた。康正2年（1456年）頃に成氏の命を受けて、当時上杉氏が守護を務めていた上総に兵を進めて同国を接収して、長禄2年（1458年）頃に庁南城、真里谷城を築いたといわれるが、近年信長時代の武田氏の本拠を造海城として庁南・真里谷への進出を真里谷清嗣以降のものとする新説も出されている。そして文明9年（1477年）頃、上総にて死去したと言われている。享年は80前後（一説には77）と言われている。
信長の子孫は成氏に仕えて上総国にて勢力を拡大し、戦国時代には真里谷氏として関東において戦国大名化する。